# 妖夜尋狼之魔間叛徒
《妖夜尋狼之魔間叛徒》（英語：Underworld: Evolution），是一部於2006年上映的動作片。由連·韋斯曼執導，姬蒂·碧金莎、史考特·史畢曼、德雷克·雅可比、比爾·奈伊等主演。

## 劇情
續集《妖夜尋狼之魔間叛徒》不單延續吸血鬼與狼人的血戰，更將兩族數千年來的新仇舊恨推至新頂峰。
承接上集，吸血鬼族死亡使者莎倫娜殺死了吸血鬼長老維克托，成了族中的頭號獵物；而被她咬到的狼人麥可變成了狼人和吸血鬼的混種後，擁有無人所知的力量。續集以二人的逃亡為序幕，他們要前往尋找另一位吸血鬼領袖馬庫斯，希望向他解釋他們的苦衷。可惜領袖未被其所動，誓要將二人置之死地。這對亡命鴛鴦唯有求助於歷史智者，並在追查身世期間得知狼人與吸血鬼兩族之間長久戰爭的原委，赫然發現吸血鬼族中的傳說謊話連篇，長老們早已被慾望及權力沖昏頭腦。

## 角色
- 姬蒂·碧金莎 飾演 莎倫娜（英语：Selene (Underworld)）  /吸血鬼狩獵人莎蓮乃族中最優秀強捍戰士 莎倫娜父母的蘇露丝 佩戴女兒丶倫娜父亲和母亲就是杀血鬼狩擊人她年幼時雙親被殺幸得吸血鬼元老所救 只有在找那一個望眼男孩成为杀血鬼狙獵人爱上他
- 史考特·史畢曼 飾演 麥可（英语：Underworld (film series)#Lucian）
- 托尼·庫蘭 飾演 馬庫斯·柯文諾斯
- 戴瑞克·傑寇比 飾演 亞歷山大·柯文諾斯
- 斯蒂文·麥金托什 飾演 安德烈亞斯·坦尼斯
- Shane Brolly（英语：Shane Brolly） 飾演 克拉文（英语：Kraven (Underworld)）
- 比爾·奈伊 飾演 維克托
- Zita Görög（英语：Zita Görög） 飾演 阿梅利亞
- 布萊恩·斯蒂爾（英语：Brian Steele） 飾演 威廉·柯文諾斯
- Andrew Kavadas（英语：Andrew Kavadas） 飾演 莎倫娜的父親丶母亲就是杀血鬼狩擊人 蘇露丝 佩戴女兒丶在壘城孩子訓練緊成为杀血鬼獵人
- 約翰·曼恩 飾演 塞繆爾

## 評價
爛番茄新鮮度僅16%，基於101條評論，平均分為3.8/10，觀眾評價卻高達72%；而在Metacritic上得到36分，代表「普遍不佳」，評價兩極，且多數好評皆傾向觀眾。

## 票房
電影在3,207家劇院上映。週末票房（2006年1月20-22日）共收穫2,690萬美元，平均每家劇院8,388美元。截止至2006年3月12日，《決戰異世界：進化時代》在美國的總票房為6,230萬美元，全球總計1.113億美元。

## 續集
續集改由派崔克·塔托普羅斯執導，原導演連·韋斯曼改為監製及編劇，並於2009年1月23日上映。

## 外部連結
- 官方网站
- 互联网电影数据库（IMDb）上《決戰異世界：進化時代》的资料（英文）
- 爛番茄上《決戰異世界：進化時代》的資料（英文）
- Box Office Mojo上《決戰異世界：進化時代》的資料（英文）
- AllMovie上《決戰異世界：進化時代》的资料（英文）
- Metacritic上《決戰異世界：進化時代》的資料（英文）
- Yahoo奇摩電影上《決戰異世界：進化時代》的資料（繁體中文）
- 開眼電影網上《決戰異世界：進化時代》的資料（繁體中文）
- 时光网上《決戰異世界：進化時代》的資料（简体中文）